# Home Sweet Home
Home Sweet Home er en dansk dokumentarfilm fra 2015 instrueret af Katrine Philp.

## Handling
Salimah er opvokset i Malaysia. Nu er hun 10 år og skal flytte til det ukendte land Danmark, hvor hendes storesøster og far bor. Salimah skal lære et nyt sprog, en ny kultur og sin nye identitet som dansker at kende. Filmen følger hende fra Malaysia og i den første svære tid i Danmark, hvor hun ikke bare skal finde sig til rette, men også står overfor de udfordringer, der følger med, når man bevæger sig ind i teenageårene.